# Lista odcinków serialu Survivor’s Remorse
Poniżej znajduje się lista odcinków serialu telewizyjnego Survivor’s Remorse – emitowanego przez amerykańską stację telewizyjną  Starz od 4 października 2014 roku do 22 października 2017 roku Powstały 4 serię, które łącznie składają się z 36 odcinków. W Polsce jest był emitowany.
| Sezon | Sezon | Odcinki | Oryginalna emisja   | Oryginalna emisja    | Oryginalna emisja | Oryginalna emisja | Oryginalna emisja |
| Sezon | Sezon | Odcinki | Premiera sezonu     | Finał sezonu         | Premiera sezonu   | Finał sezonu      |                   |
| ----- | ----- | ------- | ------------------- | -------------------- | ----------------- | ----------------- | ----------------- |
|       | 1     | 6       | 4 października 2014 | 8 listopada 2014     | brak danych       | brak danych       |                   |
|       | 2     | 10      | 22 sierpnia 2015    | 24 października 2015 | brak danych       | brak danych       |                   |
|       | 3     | 10      | 24 lipca 2016       | 25 września 2016     | brak danych       | brak danych       |                   |
|       | 4     | 10      | 20 sierpnia 2017    | 22 października 2017 | brak danych       | brak danych       |                   |

## Sezon 1 (2014)
| Nr | # | Tytuł                | Reżyseria       | Scenariusz                           | Premiera Starz       | Premiera |
| -- | - | -------------------- | --------------- | ------------------------------------ | -------------------- | -------- |
| 1  | 1 | In the Offing        | Ken Whittingham | Mike O’Malley                        | 4 października 2014  |          |
| 2  | 2 | On the Carpet        | Ken Whittingham | Mike O’Malley                        | 11 października 2014 |          |
| 3  | 3 | How to Build a Brand | Peter Segal     | Cord Jefferson, Sascha Penn          | 18 października 2014 |          |
| 4  | 4 | The Decisions        | Bradley Buecker | Raphael Jackson Jr., Damione Macedon | 25 października 2014 |          |
| 5  | 5 | Out of the Past      | Mike Mariano    | Tracy Oliver, Jerome Hairston        | 1 listopada 2014     |          |
| 6  | 6 | Six                  | Victor Levin    | Victor Levin                         | 8 listopada 2014     |          |

## Sezon 2 (2015)
| Nr | #  | Tytuł            | Reżyseria         | Scenariusz                                             | Premiera Starz       | Premiera |
| -- | -- | ---------------- | ----------------- | ------------------------------------------------------ | -------------------- | -------- |
| 7  | 1  | Grown-Ass Man    | Peter Segal       | Mike O’Malley                                          | 22 sierpnia 2015     |          |
| 8  | 2  | A Time to Punch  | Mike Mariano      | Victor Levin                                           | 29 sierpnia 2015     |          |
| 9  | 3  | M.V.P.           | Ali LeRoi         | Lauren Houseman, Benjamin F. Neivert, Brendan O’Malley | 5 września 2015      |          |
| 10 | 4  | Homebound        | Iain B. MacDonald | Jerome Hairston, Phil Augusta Jackson,                 | 12 września 2015     |          |
| 11 | 5  | One-Love         | Ken Whittingham   | Blake Masters, Tracy Oliver                            | 19 września 2015     |          |
| 12 | 6  | The Dagger       | Victor Levin      | Victor Levin, Mike O’Malley                            | 26 września 2015     |          |
| 13 | 7  | The Injury       | Bill Johnson      | Mike O’Malley                                          | 3 października 2015  |          |
| 14 | 8  | The Date         | Ken Whittingham   | Blake Masters, Jerome Hairston                         | 10 października 2015 |          |
| 15 | 9  | Guts             | Debbie Allen      | Victor Levin                                           | 17 października 2015 |          |
| 16 | 10 | Starts and Stops | Peter Segal       | Mike O’Malley                                          | 24 października 2015 |          |

## Sezon 3 (2016)
| Nr | #  | Tytuł                  | Reżyseria         | Scenariusz                                               | Premiera Starz   | Premiera |
| -- | -- | ---------------------- | ----------------- | -------------------------------------------------------- | ---------------- | -------- |
| 17 | 1  | The Night of the Crash | Peter Segal       | Mike O’Malley                                            | 24 lipca 2016    |          |
| 18 | 2  | The Ritual             | Peter Segal       | Mike O’Malley                                            | 24 lipca 2016    |          |
| 19 | 3  | The Thank-You Note     | Geeta Patel       | Victor Levin                                             | 31 lipca 2016    |          |
| 20 | 4  | The Age of Umbrage     | Ali LeRoi         | Mike O’Malley                                            | 7 sierpnia 2016  |          |
| 21 | 5  | The Photoshoot         | Victoria Mahoney  | Ali LeRoi                                                | 14 sierpnia 2016 |          |
| 22 | 6  | No Child Left Behind   | Bill Johnson      | Victor Levin                                             | 21 sierpnia 2016 |          |
| 23 | 7  | The Guests             | Ali LeRoi         | Patrick Berut, Ali LeRoi, Owen H.M. Smith                | 28 sierpnia 2016 |          |
| 24 | 8  | Mystery Team           | Millicent Shelton | Allen Maldonado, Rachelle R. Williams                    | 4 września 2016  |          |
| 25 | 9  | Second Thoughts        | Mike Mariano      | Marquita J. Robinson, Benjamin Neivert, Brendan O’Malley | 18 września 2016 |          |
| 26 | 10 | Father's Day           | Victor Levin      | Victor Levin                                             | 25 września 2016 |          |

## Sezon 4 (2017)
| Nr | #  | Tytuł                 | Reżyseria                  | Scenariusz                            | Premiera Starz       | Premiera |
| -- | -- | --------------------- | -------------------------- | ------------------------------------- | -------------------- | -------- |
| 27 | 1  | Fallout               | Mike Mariano               | Mike O'Malley                         | 20 sierpnia 2017     |          |
| 28 | 2  | Repercussions         | Mike O'Malley              | Mike O'Malley                         | 27 sierpnia 2017     |          |
| 29 | 3  | Closure               | Salli Richardson-Whitfield | Luther M. Mace & Paul Oakley Stovall  | 3 września 2017      |          |
| 30 | 4  | Feel Free to Comment  | Ali LeRoi                  | Owen H.M. Smith, Rachelle R. Williams | 10 września 2017     |          |
| 31 | 5  | The Gala              | Ali LeRoi                  | Lauren Houseman, Allen Maldonado      | 17 września 2017     |          |
| 32 | 6  | Reparations           | Salli Richardson-Whitfield | Victor Levin                          | 24 września 2017     |          |
| 33 | 7  | Optics                | Victor Levin               | Victor Levin                          | 1 października 2017  |          |
| 34 | 8  | Future Plans          | Iain B. MacDonald          | Benjamin Neivert & Brendan O'Malley   | 8 października 2017  |          |
| 35 | 9  | Family Ties           | Ali LeRoi                  | Ali LeRoi                             | 15 października 2017 |          |
| 36 | 10 | Answers and Questions | Victor Levin               | Victor Levin                          | 22 października 2017 |          |